# Sheila Bair
Sheila Colleen Bair, né le 3 avril 1954 à Wichita, est une avocate américaine, ancienne présidente de la Federal Deposit Insurance Corporation (FDIC). Elle a été nommée à ce poste pour un mandat de cinq ans le 26 juin 2006 par le président des États-Unis George W. Bush, mandat ayant expiré le 8 juillet 2011.
En 2008, elle est la 2e femme la plus puissante du monde d'après la liste des femmes les plus puissantes du monde selon Forbes, juste après la chancelière allemande Angela Merkel.